# الشياحي (إب)

تعديل مصدري - تعديل

الشياحي هي إحدى قرى عزلة المقاطن بمديرية إب التابعة لمحافظة إب، بلغ تعداد سكانها 676 نسمة حسب تعداد اليمن لعام 2004.